# Luis Lucchetti
Luis Alberto Lucchetti (18. november 1902 i La Plata – 6. august 1990 i Buenos Aires) var en argentinsk fægter som deltog i de olympiske lege 1928 i Amsterdam. 
Anganuzzi vandt en bronzemedalje i fægtning under Sommer-OL 1928 i Amsterdam. Han var med på det argentinske hold som kom på en tredjeplads i holdkonkurrencen i fleuret efter Italien og Frankrig. De andre på holdet var Roberto Larraz, Raúl Anganuzzi, Héctor Lucchetti og Carmelo Camet.